# Eliminatórias da Copa do Mundo FIFA de 2018 - Europa (Grupo C)
O Grupo C das eliminatórias da Europa para a Copa do Mundo FIFA de 2018 foi formado por: Alemanha, República Tcheca, Irlanda do Norte, Noruega, Azerbaijão e San Marino.
O vencedor do grupo se qualificou automaticamente para a Copa do Mundo de 2018. Além dos demais oito vencedores de grupos, os oito melhores segundos colocados avançaram para a segunda fase, que será disputada no sistema de play-offs.

## Classificação
| Pos | Equipe           | Pts | J  | V  | E | D  | GP | GC | SG  | Classificado                              |  | GER | NIR | CZE | NOR | AZE | SMR |
| --- | ---------------- | --- | -- | -- | - | -- | -- | -- | --- | ----------------------------------------- |  | --- | --- | --- | --- | --- | --- |
| 1   | Alemanha         | 30  | 10 | 10 | 0 | 0  | 43 | 4  | +39 | qualificadas para a Copa do Mundo de 2018 |  | —   | 2–0 | 3–0 | 6–0 | 5–1 | 7–0 |
| 2   | Irlanda do Norte | 19  | 10 | 6  | 1 | 3  | 17 | 6  | +11 | qualificadas para a segunda fase          |  | 1–3 | —   | 2–0 | 2–0 | 4–0 | 4–0 |
| 3   | Tchéquia         | 15  | 10 | 4  | 3 | 3  | 17 | 10 | +7  | Eliminado                                 |  | 1–2 | 0–0 | —   | 2–1 | 0–0 | 5–0 |
| 4   | Noruega          | 13  | 10 | 4  | 1 | 5  | 17 | 16 | +1  | Eliminado                                 |  | 0–3 | 1–0 | 1–1 | —   | 2–0 | 4–1 |
| 5   | Azerbaijão       | 10  | 10 | 3  | 1 | 6  | 10 | 19 | −9  | Eliminado                                 |  | 1–4 | 0–1 | 2–1 | 1–0 | —   | 5–1 |
| 6   | San Marino       | 0   | 10 | 0  | 0 | 10 | 2  | 51 | −49 | Eliminado                                 |  | 0–8 | 0–3 | 0–6 | 0–8 | 0–1 | —   |

## Partidas
O calendário de partidas foi divulgado pela UEFA em 26 de julho de 2015, um dia após o sorteio ser realizado em São Petersburgo na Rússia.

### Primeira rodada
| 4 de setembro de 2016 | San Marino | 0 – 1     | Azerbaijão   | Estádio San Marino, Serravalle                 |
| 18:00 (UTC+3)         |            | FIFA UEFA | Qurbanov 45' | Público: 886 Árbitro: BEL Sébastien Delferière |

| San Marino | Azerbaijão |

| 4 de setembro de 2016 | Tchéquia | 0 – 0     | Irlanda do Norte | Generali Arena, Praga                                |
| 20:45 (UTC+2)         |          | FIFA UEFA |                  | Público: 10 731 Árbitro: GRE Anastasios Sidiropoulos |

| Rep. Tcheca | Irl. do Norte |

| 4 de setembro de 2016 | Noruega | 0 – 3     | Alemanha                      | Ullevaal Stadion, Oslo                      |
| 20:45 (UTC+2)         |         | FIFA UEFA | Müller 15', 60' · Kimmich 45' | Público: 26 793 Árbitro: SCO William Collum |

| Noruega | Alemanha |

### Segunda rodada
| 8 de outubro de 2016 | Azerbaijão   | 1 – 0     | Noruega | Estádio Olímpico, Baku                   |
| 20:00 (UTC+4)        | Medvedev 11' | FIFA UEFA |         | Público: 35 000 Árbitro: ISR Liran Liany |

| Azerbaijão | Noruega |

| 8 de outubro de 2016 | Alemanha                    | 3 – 0     | Tchéquia | Volksparkstadion, Hamburgo                  |
| 20:45 (UTC+2)        | Müller 13', 65' · Kroos 49' | FIFA UEFA |          | Público: 51 299 Árbitro: ROU Ovidiu Hațegan |

| Alemanha | Rep. Tcheca |

| 8 de outubro de 2016 | Irlanda do Norte                                 | 4 – 0     | San Marino | Parque de Windsor, Belfast                 |
| 19:45 (UTC+1)        | Davis 26' (pen) · Lafferty 79', 90+4' · Ward 85' | FIFA UEFA |            | Público: 18 234 Árbitro: ROU István Kovács |

| Irl. do Norte | San Marino |

### Terceira rodada
| 11 de outubro de 2016 | Tchéquia | 0 – 0     | Azerbaijão | Estádio Municipal, Ostrava             |
| 20:45 (UTC+2)         |          | FIFA UEFA |            | Público: 12 148 Árbitro: SVN Matej Jug |

| Rep. Tcheca | Azerbaijão |

| 11 de outubro de 2016 | Alemanha                  | 2 – 0     | Irlanda do Norte | Niedersachsenstadion, Hanover                  |
| 20:45 (UTC+2)         | Draxler 13' · Khedira 17' | FIFA UEFA |                  | Público: 42 132 Árbitro: ITA Paolo Tagliavento |

| Alemanha | Irl. do Norte |

| 11 de outubro de 2016 | Noruega                                                           | 4 – 1     | San Marino     | Ullevaal Stadion, Oslo                     |
| 20:45 (UTC+2)         | D. Simoncini 12' (g.c.) · Diomandé 77' · Samuelsen 82' · King 83' | FIFA UEFA | Stefanelli 54' | Público: 8 214 Árbitro: FRA Benoît Bastien |

| Noruega | San Marino |

### Quarta rodada
| 11 de novembro de 2016 | Tchéquia                  | 2 – 1     | Noruega  | Eden Arena, Praga                        |
| 20:45 (UTC+1)          | Krmenčík 11' · Zmrhal 47' | FIFA UEFA | King 87' | Público: 16 411 Árbitro: NED Bas Nijhuis |

| Rep. Tcheca | Noruega |

| 11 de novembro de 2016 | Irlanda do Norte                                        | 4 – 0     | Azerbaijão | Parque de Windsor, Belfast                  |
| 19:45 (UTC+0)          | Lafferty 27' · McAuley 40' · McLaughlin 66' · Brunt 83' | FIFA UEFA |            | Público: 18 404 Árbitro: FRA Clément Turpin |

| Irl. do Norte | Azerbaijão |

| 11 de novembro de 2016 | San Marino | 0 – 8     | Alemanha                                                                                 | Estádio San Marino, Serravalle            |
| 20:45 (UTC+1)          |            | FIFA UEFA | Khedira 7' · Gnabry 9', 58', 76' · Hector 32', 65' · Stefanelli 82' (g.c.) · Volland 85' | Público: 3 851 Árbitro: KAZ Artyom Kuchin |

| San Marino | Alemanha |

### Quinta rodada
| 26 de março de 2017 | Azerbaijão  | 1 – 4     | Alemanha                                   | Estádio Tofiq Bahramov, Baku                |
| 20:00 (UTC+4)       | Nazarov 31' | FIFA UEFA | Schürrle 19', 81' · Müller 36' · Gómez 45' | Público: 30 000 Árbitro: ITA Daniele Orsato |

| Azerbaijão | Alemanha |

| 26 de março de 2017 | San Marino | 0 – 6     | Tchéquia                                                                   | Estádio San Marino, Serravalle            |
| 18:00 (UTC+2)       |            | FIFA UEFA | Barák 17', 24' · Darida 19', 77' (pen) · Gebre Selassie 26' · Krmenčík 43' | Público: 1 023 Árbitro: EST Kristo Tohver |

| San Marino | Rep. Tcheca |

| 26 de março de 2017 | Irlanda do Norte         | 2 – 0     | Noruega | Parque de Windsor, Belfast                 |
| 19:45 (UTC+1)       | Ward 2' · Washington 33' | FIFA UEFA |         | Público: 18 161 Árbitro: TUR Hüseyin Göçek |

| Irl. do Norte | Noruega |

### Sexta rodada
| 10 de junho de 2017 | Azerbaijão | 0 – 1     | Irlanda do Norte | Estádio Tofiq Bahramov, Baku                          |
| 20:00 (UTC+4)       |            | FIFA UEFA | Dallas 90+2'     | Público: 27 978 Árbitro: ESP Javier Estrada Fernández |

| Azerbaijão | Irl. do Norte |

| 10 de junho de 2017 | Alemanha                                                                   | 7 – 0     | San Marino | Grundig Stadion, Nurembergue               |
| 20:45 (UTC+2)       | Draxler 11' · Wagner 16', 29', 85' · Younes 38' · Mustafi 47' · Brandt 72' | FIFA UEFA |            | Público: 32 467 Árbitro: ROU Radu Petrescu |

| Alemanha | San Marino |

| 10 de junho de 2017 | Noruega             | 1 – 1     | Tchéquia           | Ullevaal Stadion, Oslo                      |
| 20:45 (UTC+2)       | Søderlund 55' (pen) | FIFA UEFA | Gebre Selassie 36' | Público: 12 179 Árbitro: ENG Andre Marriner |

| Noruega | Rep. Tcheca |

### Sétima rodada
| 1 de setembro de 2017 | Tchéquia   | 1 – 2     | Alemanha                | Eden Arena, Praga                           |
| 20:45 (UTC+2)         | Darida 78' | FIFA UEFA | Werner 4' · Hummels 88' | Público: 18 093 Árbitro: RUS Sergei Karasev |

| Rep. Tcheca | Alemanha |

| 1 de setembro de 2017 | Noruega                             | 2 – 0     | Azerbaijão | Ullevaal Stadion, Oslo                       |
| 20:45 (UTC+2)         | King 32' (pen) · Sadygov 60' (g.c.) | FIFA UEFA |            | Público: 8 599 Árbitro: POL Daniel Stefański |

| Noruega | Azerbaijão |

| 1 de setembro de 2017 | San Marino | 0 – 3     | Irlanda do Norte                    | Estádio San Marino, Serravalle          |
| 20:45 (UTC+2)         |            | FIFA UEFA | Magennis 71', 75' · Davis 78' (pen) | Público: 2 544 Árbitro: ALB Enea Jorgji |

| San Marino | Irl. do Norte |

### Oitava rodada
| 4 de setembro de 2017 | Azerbaijão                                                            | 5 – 1     | San Marino  | Bakcell Arena, Baku                          |
| 20:00 (UTC+4)         | Ismayilov 20', 57' · Abdullayev 25' · Cevoli 71' (g.c.) · Sadygov 81' | FIFA UEFA | Palazzi 74' | Público: 8 000 Árbitro: MNE Nikola Dabanović |

| Azerbaijão | San Marino |

| 4 de setembro de 2017 | Alemanha                                                            | 6 – 0     | Noruega | Mercedes-Benz Arena, Stuttgart                 |
| 20:45 (UTC+2)         | Özil 10' · Draxler 17' · Werner 21', 40' · Goretzka 50' · Gómez 79' | FIFA UEFA |         | Público: 53 814 Árbitro: LTU Gediminas Mažeika |

| Alemanha | Noruega |

| 4 de setembro de 2017 | Irlanda do Norte         | 2 – 0     | Tchéquia | Parque de Windsor, Belfast                  |
| 19:45 (UTC+1)         | J. Evans 28' · Brunt 41' | FIFA UEFA |          | Público: 18 167 Árbitro: ITA Daniele Orsato |

| Irl. do Norte | Rep. Tcheca |

### Nona rodada
| 5 de outubro de 2017 | Azerbaijão          | 1 – 2     | Tchéquia              | Estádio Olímpico, Baku                     |
| 20:00 (UTC+4)        | Ismayilov 55' (pen) | FIFA UEFA | Kopic 35' · Barák 66' | Público: 16 200 Árbitro: FRA Benoît Millot |

| Azerbaijão | Rep. Tcheca |

| 5 de outubro de 2017 | Irlanda do Norte | 1 – 3     | Alemanha                           | Parque de Windsor, Belfast                  |
| 19:45 (UTC+1)        | Magennis 90+3'   | FIFA UEFA | Rudy 2' · Wagner 21' · Kimmich 86' | Público: 18 104 Árbitro: NED Danny Makkelie |

| Irl. do Norte | Alemanha |

| 5 de outubro de 2017 | San Marino | 0 – 8     | Noruega                                                                                  | Estádio San Marino, Serravalle            |
| 20:45 (UTC+2)        |            | FIFA UEFA | Henriksen 8' · King 14' (pen), 17' · Elyounoussi 39', 48', 68' · Selnæs 58' · Linnes 86' | Público: 1 922 Árbitro: SCO Andrew Dallas |

| San Marino | Noruega |

### Décima rodada
| 8 de outubro de 2017 | Tchéquia                                              | 5 – 0     | San Marino | Doosan Arena, Plzeň                      |
| 20:45 (UTC+2)        | Krmenčík 8', 23' · Kopic 27' · Novák 71' · Kadlec 83' | FIFA UEFA |            | Público: 5 625 Árbitro: FRO Alex Troleis |

| Rep. Tcheca | San Marino |

| 8 de outubro de 2017 | Alemanha                                              | 5 – 1     | Azerbaijão    | Fritz-Walter-Stadion, Kaiserslautern          |
| 20:45 (UTC+2)        | Goretzka 9', 66' · Wagner 54' · Rüdiger 64' · Can 81' | FIFA UEFA | Sheydayev 34' | Público: 34 613 Árbitro: LVA Andris Treimanis |

| Alemanha | Azerbaijão |

| 8 de outubro de 2017 | Noruega          | 1 – 0     | Irlanda do Norte | Ullevaal Stadion, Oslo                    |
| 20:45 (UTC+2)        | Brunt 71' (g.c.) | FIFA UEFA |                  | Público: 10 244 Árbitro: UKR Serhiy Boiko |

| Noruega | Irl. do Norte |

## Artilheiros
5 gols (3)
- GER Thomas Müller
- GER Sandro Wagner
- NOR Joshua  King

4 gols (1)
- CZE Michal Krmenčík

3 gols (10)
- AZE Afran Ismayilov
- CZE Antonin Barák
- CZE Vladimir Darida
- GER Julian Draxler
- GER Serge Gnabry
- GER Leon Goretzka
- GER Timo Werner
- NIR Kyle Lafferty
- NIR Josh Magennis
- NOR Mohamed Elyounoussi

2 gols (10)
- CZE Jan Kopic
- CZE Gebre Selassie
- GER Mario Gómez
- GER Jonas Hector
- GER Sami Khedira
- GER Joshua Kimmich
- GER André Schürrle
- NIR Chris Brunt
- NIR Steven Davis
- NIR Jamie Ward

1 gol (32)
- AZE Araz Abdullayev
- AZE Maksim Medvedev
- AZE Dima Nazarov
- AZE Ruslan Qurbanov
- AZE Rashad Sadiqov
- AZE Ramil Sheydayev
- CZE Václav Kadlec
- CZE Filip Novák
- CZE Jaromír Zmrhal
- GER Julian Brandt
- GER Emre Can
- GER Mats Hummels
- GER Toni Kroos
- GER Shkodran Mustafi
- GER Mesut Özil
- GER Antonio Rüdiger
- GER Sebastian Rudy
- GER Kevin Volland
- GER Amin Younes
- NIR Stuart Dallas
- NIR Jonny Evans
- NIR Gareth McAuley
- NIR Conor McLaughlin
- NIR Conor Washington
- NOR Adama Diomandé
- NOR Markus Henriksen
- NOR Martin Linnes
- NOR Martin Samuelsen
- NOR Ole Selnæs
- NOR Alexander Søderlund
- SMR Mirko Palazzi
- SMR Mattia Stefanelli

Gols contra (5)
- AZE Rashad Sadygov (para a  Noruega)
- NIR Chris Brunt (para a  Noruega)
- SMR Michele Cevoli (para o  Azerbaijão)
- SMR Davide Simoncini (para a  Noruega)
- SMR Mattia Stefanelli (para a  Alemanha)